# Royal City
Royal City ist eine City im Grant County im US-Bundesstaat Washington. Das U.S. Census Bureau hat bei der Volkszählung 2020 eine Einwohnerzahl von 1776 ermittelt.

## Geschichte
Royal City wurde 1956 gegründet und am 14. Februar 1962 offiziell als Stadt anerkannt. Die Ortslage wurde früher Royal Flats genannt, das gesamte Gebiet Royal Slope, daher der Name Royal City. In den 1960er Jahren gab es nahe der Stadt einen Titan-I-ICBM-Silo.
Heute ist die kleine Landwirtschaftsgemeinde hauptsächlich für die große Vielfalt an landwirtschaftlichen Kulturen bekannt, die dank der langen Vegetationsperiode wachsen können. Äpfel, Kirschen, Pfirsiche, Wiesenlieschgras und Luzerne (aus denen Heu erzeugt wird), Melonen, Kartoffeln, Zwiebeln, Wein, Birnen, Minze und Mais werden in der Gegend angebaut. Die Royal Slope Area ist bei Vogelguckern, Jägern und Golfern beliebt.
Die Royal Knights von der Royal High School haben die Division 1A im Football des Bundesstaates 1996, 2000, 2004, 2005, 2007, 2015, 2016 und 2017 gewonnen. Ihr Maskottchen und ihre Farben, schwarz und golden, wurden von den Schülervertretern 1965 ausgewählt.

## Geographie
Royal City liegt auf 46° 54′ N, 119° 38′ W. Nach dem United States Census Bureau nimmt die Stadt eine Gesamtfläche von 3,5 Quadratkilometern ein, worunter keine Wasserflächen sind.

## Demographie

### Census 2000
Nach der Volkszählung von 2000 gab es in Royal City 1.823 Einwohner, 444 Haushalte und 380 Familien. Die Bevölkerungsdichte betrug 558,6/ km². Es gab 504 Wohneinheiten bei einer mittleren Dichte von 154,4/ km².
Die Bevölkerung bestand zu 66,32 % aus Weißen, zu 0,38 % aus Afroamerikanern, zu 0,38 % aus Indianern, zu 0,55 % aus Asiaten, zu 29,9 % aus anderen „Rassen“ und zu 2,47 % aus zwei oder mehr „Rassen“. Hispanics oder Latinos „jeglicher Rasse“ bildeten 78,22 % der Bevölkerung.
Von den 444 Haushalten beherbergten 64,6 % Kinder unter 18 Jahren, 67,3 % wurden von zusammen lebenden verheirateten Paaren, 8,8 % von alleinerziehenden Müttern geführt; 14,4 % waren Nicht-Familien. 10,6 % der Haushalte waren Singles und 5,9 % waren alleinstehende über 65-jährige Personen. Die durchschnittliche Haushaltsgröße betrug 4,1 und die durchschnittliche Familiengröße 4,33 Personen.
Der Median des Alters in der Stadt betrug 24 Jahre. 40,3 % der Einwohner waren unter 18, 12,4 % zwischen 18 und 24, 31,9 % zwischen 25 und 44, 11 % zwischen 45 und 64 und 4,4 % 65 Jahre oder älter. Auf 100 Frauen kamen 126,2 Männer, bei den über 18-Jährigen waren es 132 Männer auf 100 Frauen.
Alle Angaben zum mittleren Einkommen beziehen sich auf den Median. Das mittlere Haushaltseinkommen betrug 28.529 US$, in den Familien waren es 29.821 US$. Männer hatten ein mittleres Einkommen von 19.643 US$ gegenüber 22.917 US$ bei Frauen. Das Pro-Kopf-Einkommen betrug 9.502 US$. Etwa 24 % der Familien und 26,7 % der Gesamtbevölkerung lebte unterhalb der Armutsgrenze; das betraf 35 % der unter 18-Jährigen und 7,9 % der über 65-Jährigen.

### Census 2010
Nach der Volkszählung von 2010 gab es in Royal City 2.140 Einwohner, 486 Haushalte und 439 Familien. Die Bevölkerungsdichte betrug 612/ km². Es gab 494 Wohneinheiten bei einer mittleren Dichte von 141,3/ km².
Die Bevölkerung bestand zu 45,7 % aus Weißen, zu 1,2 % aus Afroamerikanern, zu 0,8 % aus Indianern, zu 0,9 % aus Asiaten, zu 48,7 % aus anderen „Rassen“ und zu 2,7 % aus zwei oder mehr „Rassen“. Hispanics oder Latinos „jeglicher Rasse“ bildeten 88,7 % der Bevölkerung.
Von den 486 Haushalten beherbergten 72,2 % Kinder unter 18 Jahren, 62,1 % wurden von zusammen lebenden verheirateten Paaren, 11,5 % von alleinerziehenden Müttern und 16,7 % von alleinstehenden Vätern geführt; 9,7 % waren Nicht-Familien. 4,9 % der Haushalte waren Singles und 2 % waren alleinstehende über 65-jährige Personen. Die durchschnittliche Haushaltsgröße betrug 4,26 und die durchschnittliche Familiengröße 4,2 Personen.
Der Median des Alters in der Stadt betrug 22,4 Jahre. 40,1 % der Einwohner waren unter 18, 14,7 % zwischen 18 und 24, 30,6 % zwischen 25 und 44, 11,8 % zwischen 45 und 64 und 2,9 % 65 Jahre oder älter. Von den Einwohnern waren 53,3 % Männer und 46,7 % Frauen.